# Monumento Natural das Pegadas dos Dinossáurios da Serra de Aire
O Monumento Natural das Pegadas dos Dinossáurios da Serra de Aire, mais conhecido apenas por Pegadas da Serra de Aire (por vezes também chamado de Monumento Natural das Pegadas de Dinossáurios de Ourém/Torres Novas), foi criado em 1996, pelo Decreto Regulamentar 12/96 de 22 de Outubro. Como o nome indica, situa-se em Portugal, na Serra de Aire, perto de Fátima, nos municípios de Ourém e de Torres Novas, e é parte integrante do Parque Natural das Serras de Aire e Candeeiros, ocupando uma área de cerca de 20 hectares.

## História do Monumento Natural

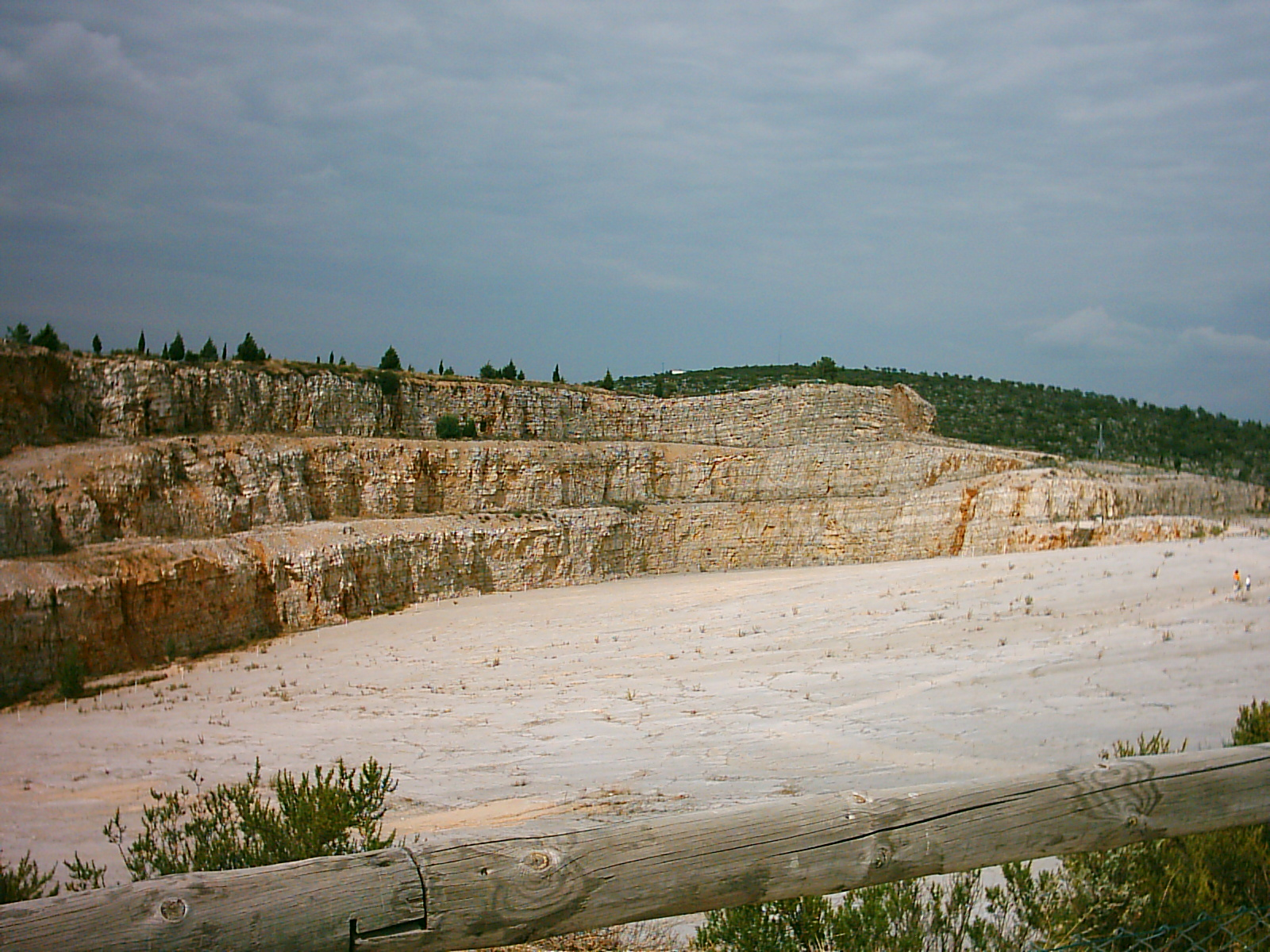
Vista da pedreira

No local onde hoje se encontram as pegadas de dinossáurio funcionava uma pedreira, a Pedreira do Galinha; em 2 de Julho de 1994, Ricardo Matos da Silva, João Pedro Falcão e João Carvalho, descobriram as pegadas que viriam a transformar a pedreira no monumento actual. O Museu Nacional de História Natural cria um grupo de trabalho que realiza dois relatórios que servem para demonstrar às entidades oficiais e científicas, a importância paleontológica do achado e consequente criação do monumento.
O monumento é aberto ao público em 1 de Março de 1997 e no mesmo ano é fundado o primeiro circuito autónomo de visita e de interpretação da jazida. Em 2002, é criado o Jardim Jurássico que tem o objectivo mostrar aos visitantes plantas actuais de grupos botânicos característicos no Mesozóico, a "Era dos Dinossáurios", e o Aramossáurio. O parque possui ainda uma área de animação, um Centro de Animação Ambiental, um parque de merendas, um grande painel ilustrativo da evolução da vida na Terra ao longo do tempo geológico e diversos painéis informativos ao longo dos cerca de 1000 metros do seu percurso[carece de fontes?].
Os 20 trilhos existentes são os maiores e os mais antigos trilhos de saurópodes de que há conhecimento (175 milhões de anos) mas também, dos mais bem conservados, sendo compostos por mais de 1000 pegadas.

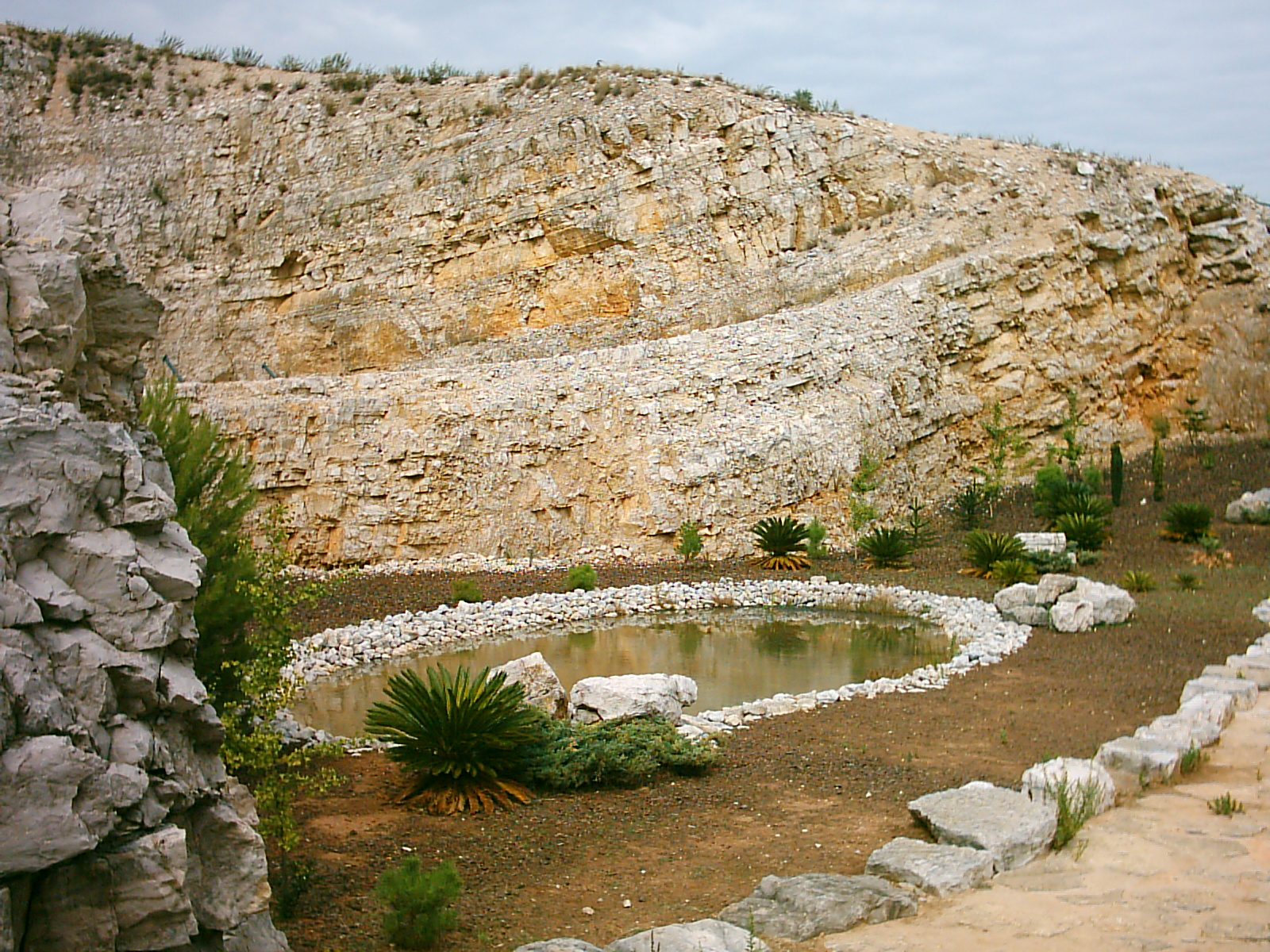
Jardim Jurássico

## Formação
A datação realizada em rochas locais indicam uma idade aproximada de 175 milhões de anos, do Jurássico Médio. Onde hoje se pode visitar a Serra de Aire, existia uma zona rasa e costeira com partes inundadas por marés. Nessa altura, a Europa ainda se encontrava ligada à América do Norte, formando o supercontinente conhecido por Pangeia e entre a Ibéria e o actual Canadá, existia um mar pouco profundo e de águas límpidas e quentes que promoviam a precipitação do carbonato de cálcio (CaCO3) do calcário e propiciavam a formação de recifes de coral. O clima era quente e húmido e por isso, a vegetação era abundante.
No fundo dessas lagunas marinhas, depositava-se uma lama de calcário, onde ficavam marcadas com facilidade as pegadas dos animais que por ali passavam; entre eles, encontravam-se os dinossáurios saurópodes, animais herbívoros, e de grande porte, podendo chegar aos 30 metros de comprimento e 70 toneladas de peso, para quem, esta paisagem de floresta abundante, era o lar perfeito, sendo desta espécie, a maioria das pegadas encontradas[carece de fontes?].
Depois de seca a lama plástica carbonatada onde as pegadas haviam sido produzidas, as impressões eram cobertas por novos sedimentos carbonatados que mais tarde se viriam a transformar em rocha calcária, cuja extracção permitiu pôr a descoberto os trilhos dos dinossáurios. O estudo dessas pegadas é importantíssimo para o conhecimento dos hábitos e forma de viver dos dinossáurios, como se movimentavam, a que velocidade e se o faziam sozinhos ou em grupos ou manadas[carece de fontes?].

## Galeria

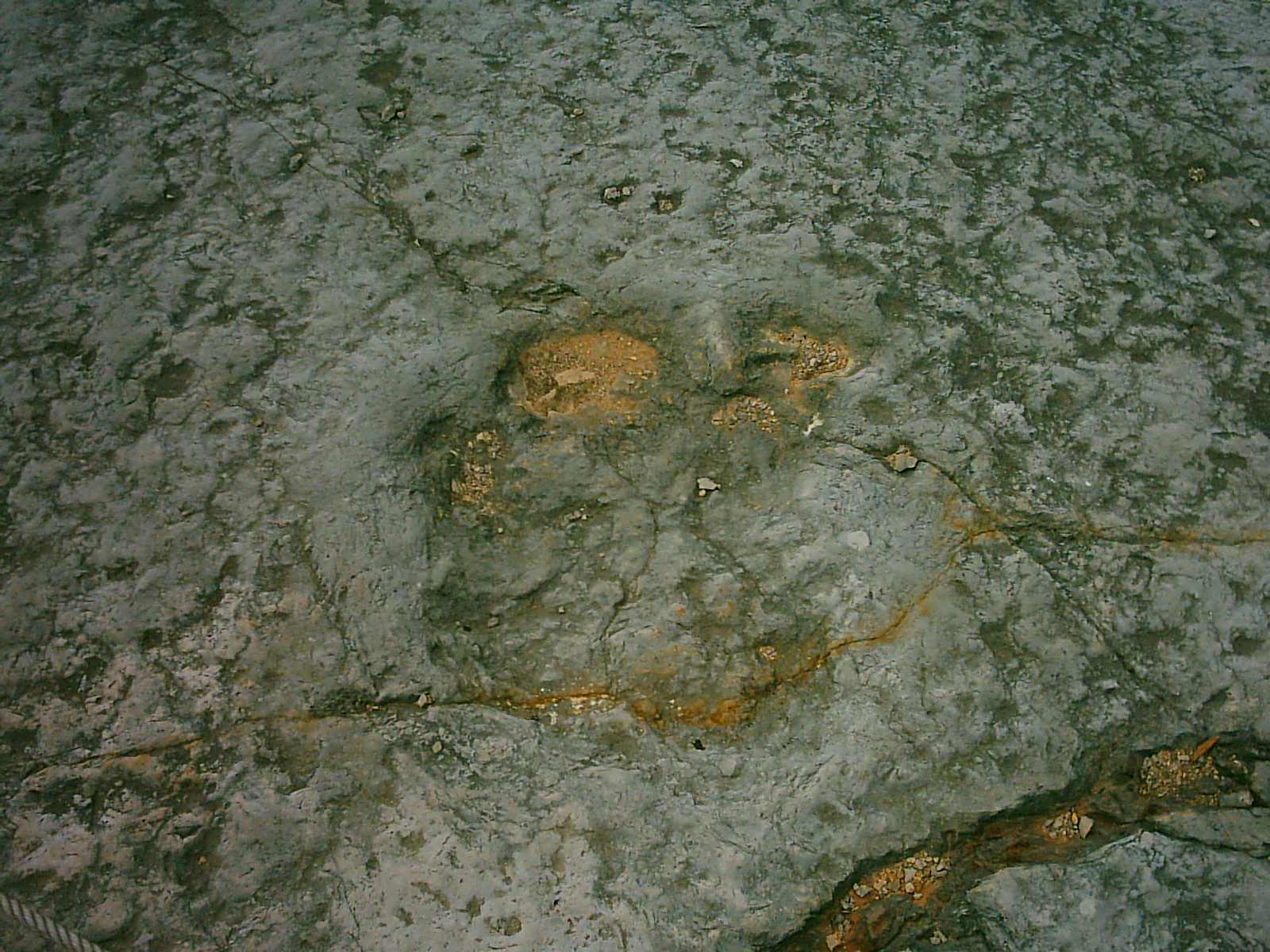
Pegada de saurópode
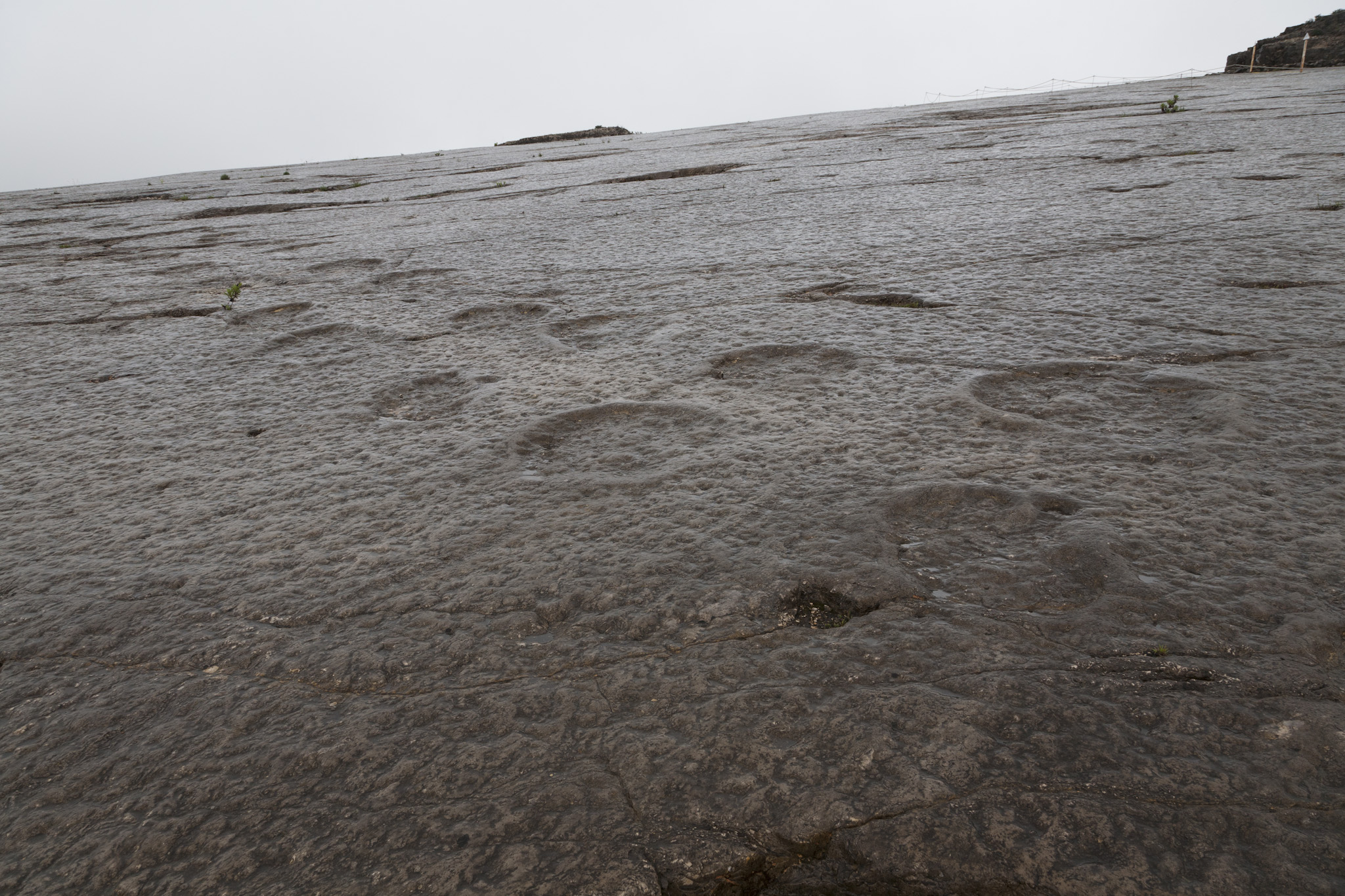
Trilho de pegadas
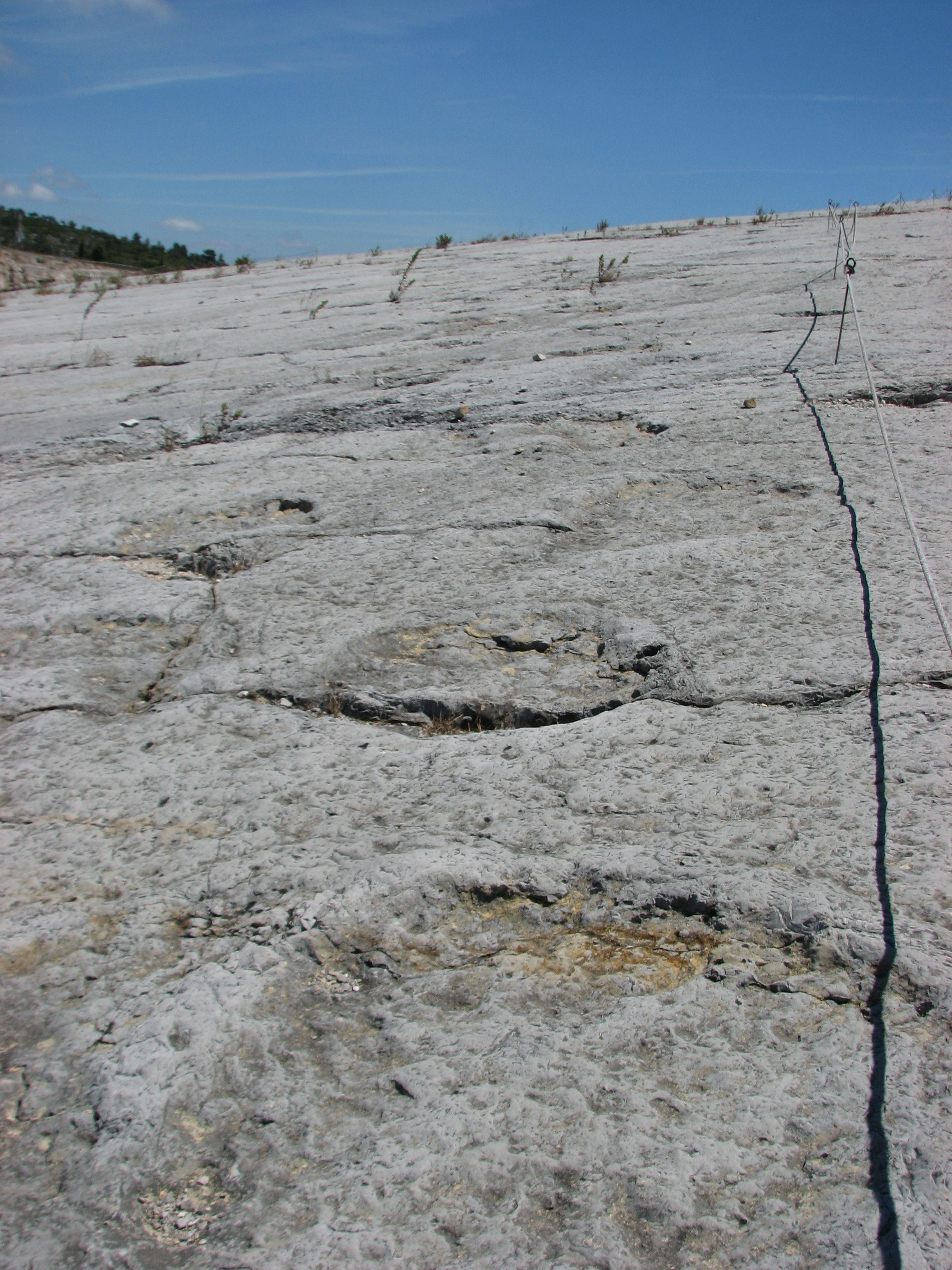
Trilho de pegadas
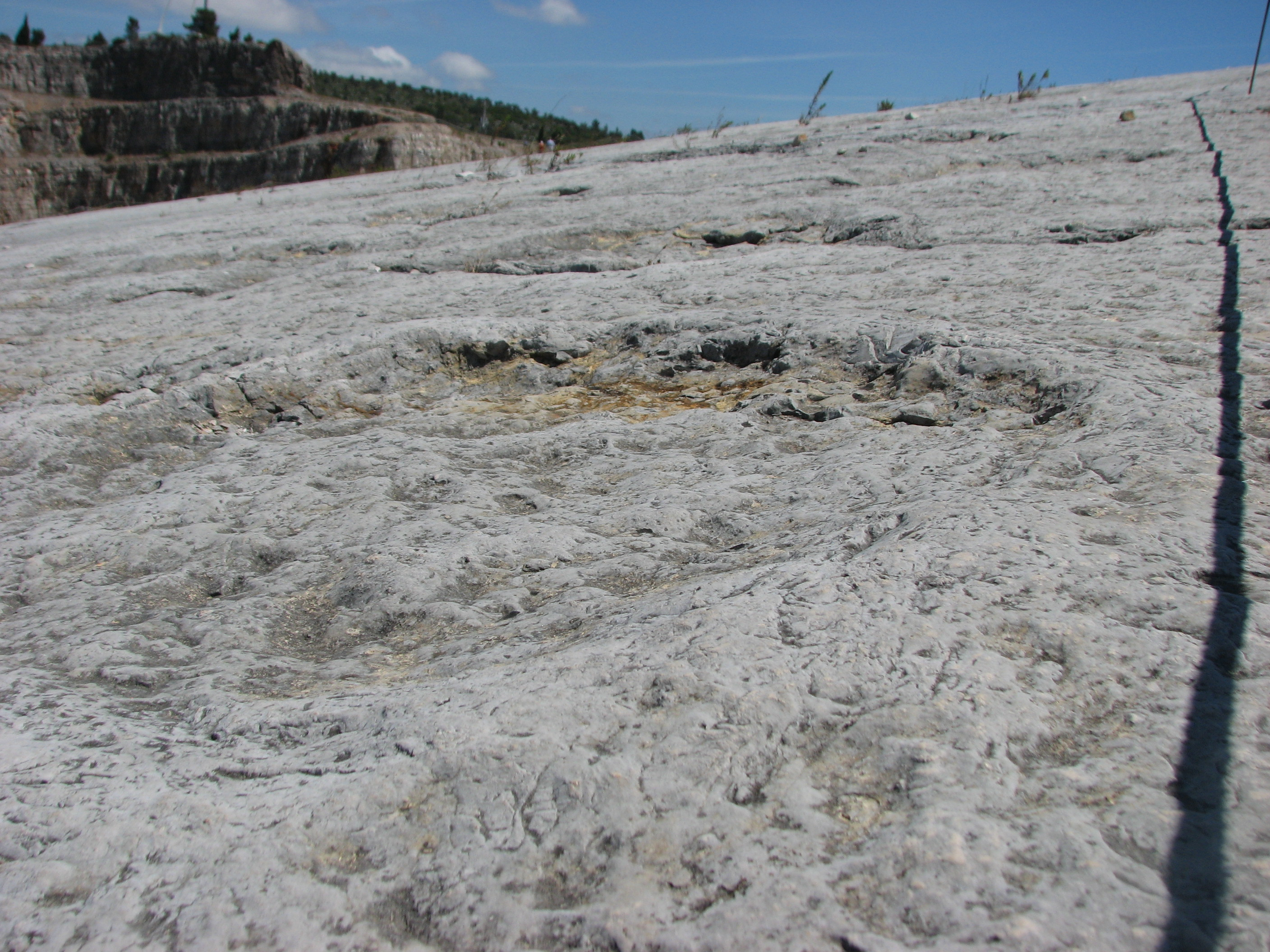
A primeira pegada do trilho em maior detalhe. Cerca de 1 m de diâmetro.
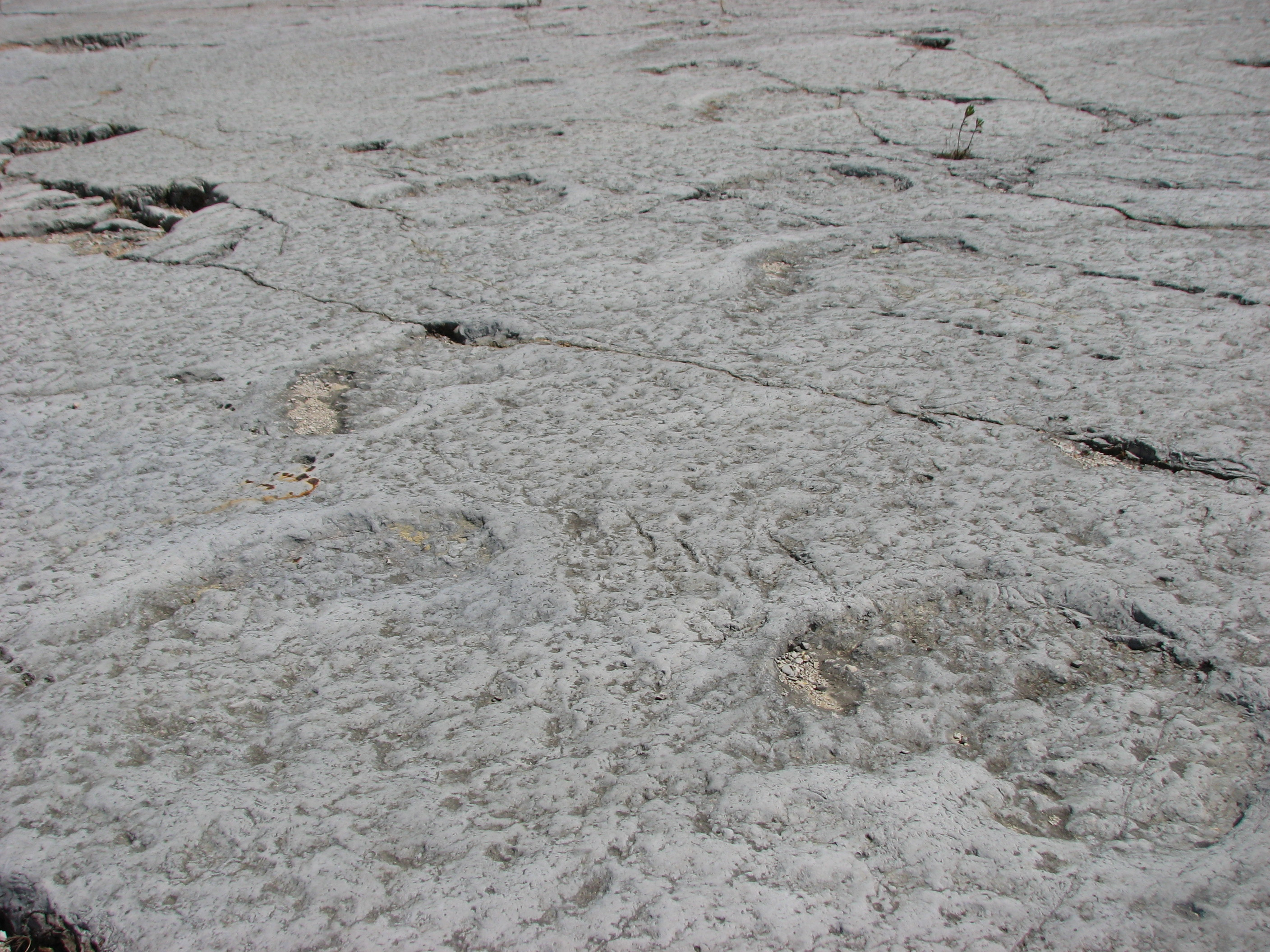
Um outro trilho mais curto de pegadas.
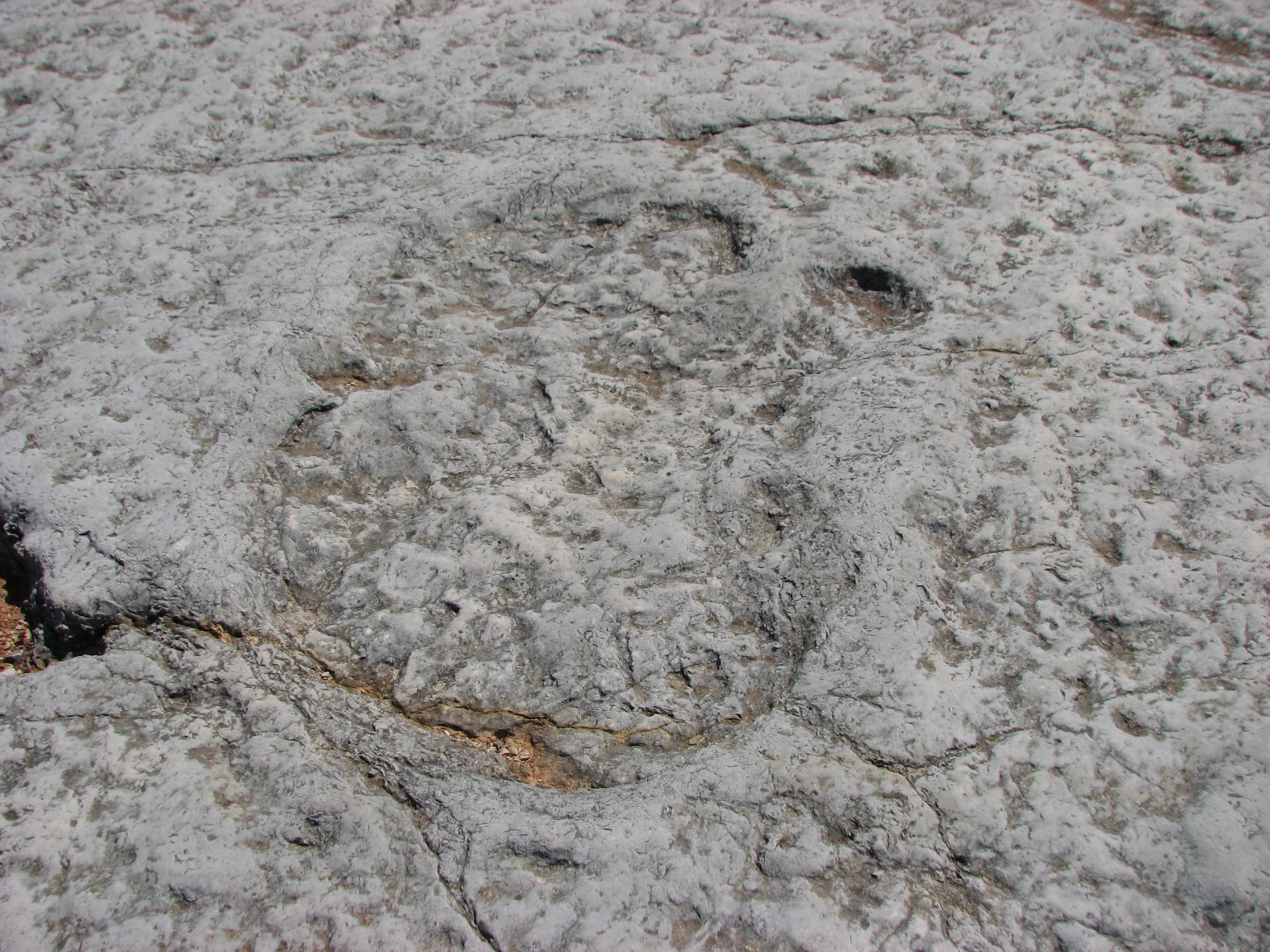
A primeira pegada do trilho mais curto, em maior detalhe. Cerca de 1 m de diâmetro

## Artigos relacionados
- Vale dos Dinossauros